# The Old Man and the Spirit
The Old Man and the Spirit est le premier album studio du groupe de metal progressif allemand Beyond the Bridge sorti en 2012.

## Liste des titres
| No  | Titre                        | Musique | Durée |
| --- | ---------------------------- | ------- | ----- |
| 1.  | The Call                     |         | 6:34  |
| 2.  | The Apparition               |         | 8:04  |
| 3.  | Triumph Of Irreality         |         | 6:11  |
| 4.  | The Spring Of It All         |         | 1:48  |
| 5.  | World Of Wonders             |         | 5:03  |
| 6.  | The Primal Demand            |         | 2:07  |
| 7.  | Doorway To Salvation         |         | 7:54  |
| 8.  | The Struggle                 |         | 5:23  |
| 9.  | The Difference Is Human      |         | 7:56  |
| 10. | Where The Earth And Sky Meet |         | 6:57  |
| 11. | All A Man Can Do             |         | 9:33  |

La version japonaise de l'album contient en bonus une version orchestrale de "All A Man Can Do".
Source.

## Composition du groupe
- Herbie Langhans - Chant.
- Dilenya Mar - Chant.
- Peter Degenfeld-Schonburg - Guitare, Composition.
- Christopher Tarnow - Claviers, Composition, Ingénieur du son.
- Dominik Stotzem - Basse.
- Fabian Maier - Batterie.
- Simon Oberender - Guitare, Claviers, Production, Mix.

## Sources
1. ↑  , allmusic.com